# La Maison du péché

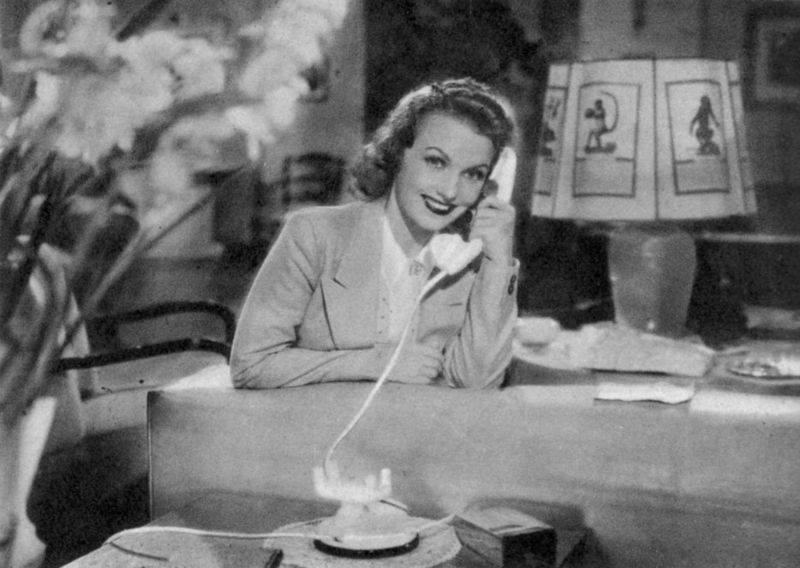

La Maison du péché (La casa del peccato) est un film italien réalisé par Max Neufeld sorti en 1938.

## Synopsis
Une jeune mariée, croyant que son mari ne l'aime plus, s’invente un amoureux pour rendre son mari jaloux. Avec la complicité des commerçants, elle se fait envoyer chez elle plusieurs cadeaux sous forme de bouquets de fleurs, de bijoux et même des lettres d'amour, mais tout cela n’entame pas l'indifférence constante de son mari.
Avec un ami de son mari elle prépare alors une fausse rencontre amoureuse et elle en prévient son mari par une lettre anonyme. Mais ce dernier a compris le petit jeu et imagine une riposte en faisant semblant d'avoir un rendez-vous avec une autre femme, là encore à la maison de l'ami.
Après plusieurs malentendus et rebondissements, le couple se réconciliera.

## Critique
Cipriano Giachetti écrit dans Film du 11 février 1939 : « Nous sommes au niveau habituel du film de la société bourgeoise, un peu comique et sentimental, le genre est parfaitement justifié mais il aurait fallu un minimum d'invention, d’inattendu, d’inédit pour faire passer la marchandise. »